# 昭南 (海防艦)
昭南（しょうなん/せうなん）は、日本海軍の海防艦。普遍的には日振型海防艦の3番艦とされている。本艦を鵜来型海防艦に含める文献も存在するが、法令上は御蔵型海防艦の11番艦。1944年（昭和19年）7月に竣工し、8月から第一海上護衛隊に所属してヒ船団などの船団護衛任務に従事した。ヒ71船団や、ヒ81船団の護衛にも加わっている。南号作戦に従事中の1945年（昭和20年）2月25日、アメリカ潜水艦ホーの魚雷攻撃により沈没した。艦名は、当時日本が占領中であった昭南島（シンガポール島）にちなむ。

## 建造に至る経緯
マル急計画の海防艦甲、第310号艦型の30番艦、仮称艦名第339号艦として計画。1942年（昭和17年）2月14日、海防艦乙（基本計画番号E20）の基本計画の決定により第322号艦型に計画変更。1943年（昭和18年）7月5日、海防艦改乙型（基本計画番号E20b）の設計が完了したため、第310号艦型と第320号艦型の未起工艦のうち8隻は基本計画番号E20bに従って建造されることになったが、日立造船に建造が割り当てられた本艦を含む3隻は用兵側から要望のあった掃海具を装備し、三式爆雷投射機装備型と並行して建造されることになった。

## 艦歴
1944年（昭和19年）2月23日、日立造船株式会社桜島造船所で起工。5月10日、昭南と命名されて占守型海防艦の23番艦に定められ、本籍を佐世保鎮守府と仮定。19日、進水。6月5日、艦艇類別等級別表の改正により御蔵型海防艦の11番艦に定められる。7月13日に竣工した。本籍を横須賀鎮守府に、役務を横須賀鎮守府警備海防艦にそれぞれ定められる。同日付で呉防備戦隊に編入され、8月4日まで佐伯で基礎術力練成教育に従事。7月20日、本籍を佐世保鎮守府に、役務を佐世保鎮守府警備海防艦にそれぞれ改められる。
8月5日から8日まで佐世保海軍工廠で整備をおこなう。整備中の7日、海上護衛総司令部第一海上護衛隊に編入。8日、ヒ71船団に合流するため伊万里へ向かう。11日、ヒ71船団部隊は伊万里を出発する。途中馬公とサンフェルナンドを経由し、21日夕方にマニラに到着するが、アメリカ潜水艦の波状攻撃によって空母大鷹や特務艦速吸などが沈んだほか、海防艦3隻（松輪、佐渡、日振）が失われた。昭南は道中で被雷落伍した能代丸を護衛するため単艦反転し、25日に能代丸を伴ってマニラに入港した。ここで旗艦平戸（梶岡定道少将）以下のヒ71船団部隊とは分離し、28日にマモ02船団（4隻）を護衛して高雄へ向かい、30日に高雄着。31日、タモ01船団（5隻）を護衛して高雄発、9月4日に門司の手前で同船団から分離し佐世保へ回航。佐世保海軍工廠で8日まで整備を行う。
9月9日、ミ19船団（18隻）を護衛し門司発、17日基隆着。20日、海防艦択捉とともに基隆を発してヒ75船団の浅間丸と会合し、臨時のキタ1船団を編成して高雄まで護衛。23日には被爆損傷したマモ03船団の香久丸を救援し基隆まで護衛後、臨時のキタ2船団を編成し高雄まで護衛した。この間、ミ19船団は高雄で一時解散されたが、旧ミ21船団、モタ26船団等の構成船を加え再編成されていた。30日、ミ19船団（11隻）を護衛し高雄を発し、アパリまで護衛した。
10月3日、被雷沈没したタマ28船団の津山丸の遭難者を救助するため、択捉とともに船団から分離し遭難現場へ向かう。2隻は5日、高雄に入港して遭難者を降ろし、既に高雄を出港していたヒ77船団（高雄出港時13隻）に合同するため直ちに高雄を発した。同船団には途中で合流し、12日シンガポール着。20日、復航のヒ78船団（3隻）を護衛しシンガポール発、途中の寄港はせず内地へ直行し、11月2日には六連沖に到達した。ここで船団と分離して佐世保へ回航し、12日まで佐世保海軍工廠で入渠し整備に従事。
11月13日、ヒ81船団部隊として北九州を出発する。空母神鷹と護衛艦艇6隻（駆逐艦樫、海防艦択捉、対馬、大東、昭南、久米）が護衛についていたが、15日にあきつ丸が、17日に摩耶山丸と神鷹が、アメリカ潜水艦に撃沈された。摩耶山丸沈没時、昭南は敵潜（ピクーダ）に対し爆雷攻撃をおこなった。12月10日、第一海上護衛隊は第一護衛艦隊に改編。
12月12日1600、択捉、久米、第9号海防艦、第19号海防艦と共にヒ82船団を護衛してシンガポールを出港。17日、船団はカムラン湾に到着。同地で駆逐艦潮を加えた船団部隊は、19日にカムラン湾を出港し、ベトナム沿岸を北上した。12月21日の朝、船団部隊はアメリカ潜水艦フラッシャー (USS Flasher, SS-249) に発見され。フラッシャーは船団を追跡。その後フラッシャーは徐々に護衛の薄い方向に回りこんで攻撃態勢に入る。同日、第19号海防艦がシンガポールに向かう特設運送船(給油船)日栄丸（日東汽船、10,020トン）の護衛のため船団から分離し、反転してカムラン湾に向かう。翌22日午前5時頃、昭南を含む護衛艦5隻全てが船団の近くから離れてしまい、船団は一時的に護衛なしの状態となる。フラッシャーはこの好機を逃さず、北緯15度02分 東経109度08分 / 北緯15.033度 東経109.133度の地点で攻撃を開始した。5時50分、フラッシャーは艦尾発射管から魚雷を4本発射。タンカー音羽山丸（三井船舶、9,204トン）の船尾と中央部に魚雷が1本ずつ命中する。音羽山丸は航空機用ガソリン17,000トンを積んでおり、数百メートルの火柱を上げて炎上しながら、左舷に倒れて船尾から沈没していった。直後の5時51分には2TL型戦時標準タンカーありた丸（石原汽船、10,238トン）の左舷油槽に魚雷が1本命中。ありた丸も搭載していた航空機用ガソリン16,000トンが誘爆。火達磨となって6時22分に沈没していった。6時30分ごろには、フラッシャーは特設運送船(給油船)御室山丸（三井船舶、9,204トン）に対して魚雷を4本発射し、御室山丸の船尾機関室前部に魚雷1本が命中。重油16,000トンを積んでいた御室山丸は黒煙を上げながら沈没した。日本側は機雷敷設区域に入り込んだと考えたため、フラッシャーへの反撃を行わなかった。
12月24日0900、船団は高雄に到着。ここで1TL型戦時標準タンカー橋立丸（日本水産、10,021トン）が、積んでいた航空機用ガソリン17,000トンを台湾の守備隊用に回すことになったため船団から分離。翌25日、航空機用ガソリン8,800トン、錫2,000トン、生ゴム1,000トンを積んだ逓信省標準TM型タンカーぱれんばん丸（三菱汽船、5,237トン）のみとなった船団を護衛して高雄を出港。26日、船団は基隆に寄港。同地で第9号海防艦が分離し、海防艦笠戸が加入する。同日、基隆を出港した船団は中国沿岸を北上し、舟山に寄港。1945年（昭和20年）1月1日0900に舟山を出港し、3日に泗礁山泊地に到着。4日0830に泗礁山泊地を出港し、9日1804に船団は六連に到着した。
1945年（昭和20年）1月20日、第一護衛艦隊隷下に新編された第百三戦隊に編入。2月25日、第25号海防艦とヒ92船団を護衛中、海南島南方北緯17度05分 東経110度05分 / 北緯17.083度 東経110.083度の地点においてアメリカのガトー級潜水艦ホー (USS Hoe, SS-258) の魚雷攻撃に遭い一筋の黒煙を残して轟沈した。海防艦長の飯塚倶吉少佐以下乗員及び乗艦者198名が戦死した。
4月10日、昭南は御蔵型海防艦から削除され、帝国海防艦籍から除かれた。

## 海防艦長
艤装員長
1. 飯塚倶吉 少佐：1944年6月10日 - 1944年7月13日

海防艦長
1. 飯塚倶吉 少佐：1944年7月13日 - 1945年2月25日 戦死、同日付任海軍中佐

### 注
1. ↑  これは第310号艦型の価格であり、基本計画番号E20bとしての価格ではない。
2. ↑  この数字は特修兵を含まない。
3. ↑  3連装機銃の基数は、昭南とされる写真（本記事右上の画像）により判定した。煙突横に機銃台が増設され、後部マストを煙突直後へ移設し、後部マストと連装高角砲との間から突き出す機銃の銃身が3本見える。なおこの写真は、文献により艦名の考証に違いが見られる。この写真を潮書房では昭南とし、海人社では大東としている。
4. ↑  二次資料によっては「ハウ」と表記する[9]。
5. ↑  マル急計画の当初計画での番数。
6. ↑  のち、基本計画番号E20の建造は予定を繰り上げて第320号艦を第1艦とした。
7. ↑  この日時点で択捉型海防艦のうち艦艇類別等級別表から削除された艦が2隻あるため、それらを含めると通算で25番艦。
8. ↑  潜水艦ラッシャー (USS Rasher, SS-269) は、大鷹と帝亜丸を撃沈したあと、能代丸を撃破した。
9. ↑  あきつ丸を撃沈したのは潜水艦クイーンフィッシュ (USS Queenfish, SS-393) であった[16]。
10. ↑  摩耶山丸を撃沈したのは、潜水艦ピクーダ (USS Picuda, SS-382) であった[16]。神鷹を撃沈したのは、潜水艦スペードフィッシュ (USS Spadefish, SS-411) であった[17]。